# 가공식품

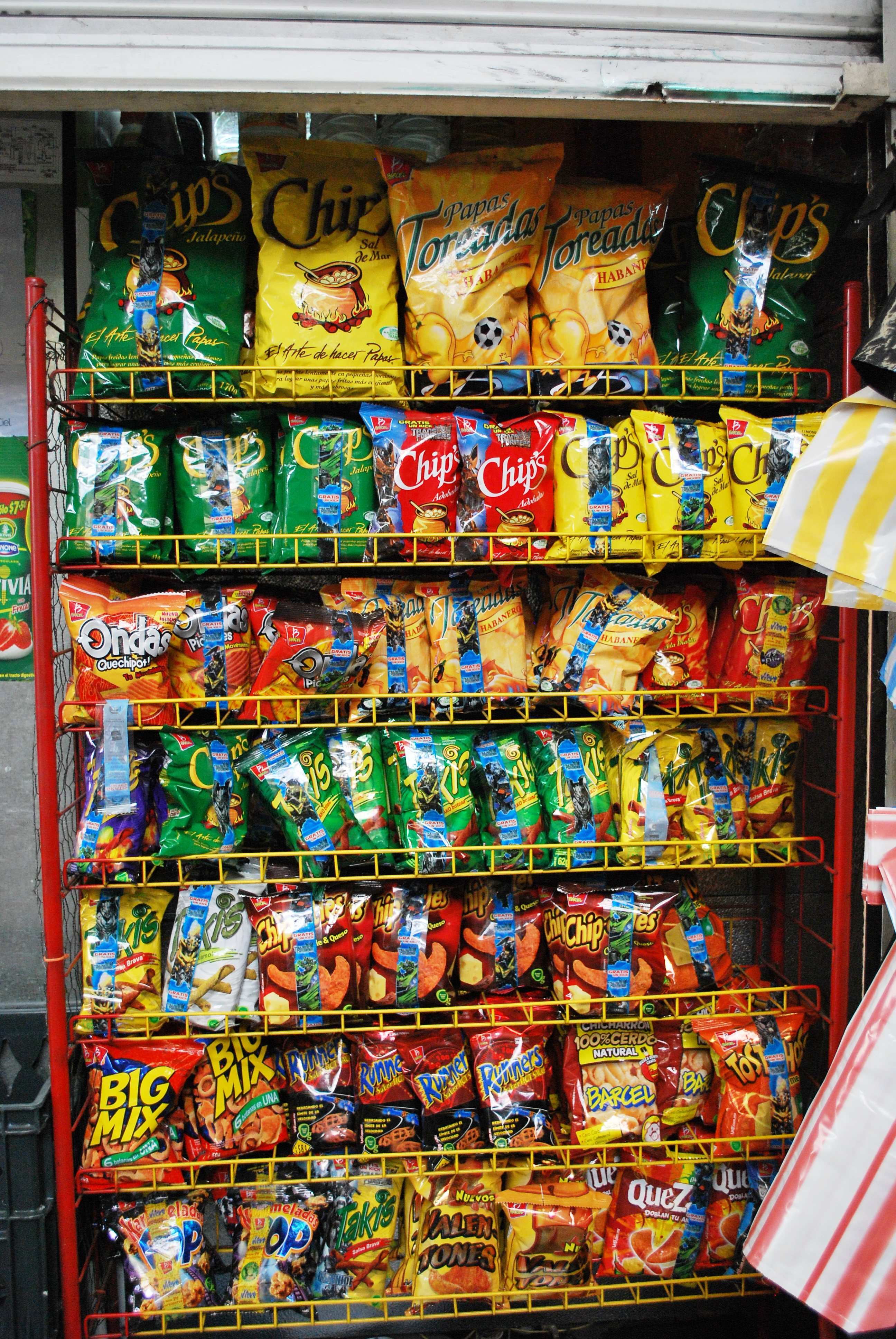

가공식품(加工食品, processed food)은 농산물, 축산물, 수산물 등을 보존과 조리가 편하도록 인공적인 여러 방법으로 처리(food processing)하여 맛과 저장성을 높인 식품이다. 자연식품(natural foods)보다 미생물의 발육이 어렵게 되어 오래 보존할 수 있고 맛을 다양하게 낼 수 있다. 하지만 식품 원래의 맛과 비타민, 필수 아미노산의 영양소를 떨어뜨리는 단점도 있어 가공식품만을 너무 많이 섭취하면 건강에 좋지 않다.
조미가공식품(調味加工食品)은 식품에 소금, 설탕, 식초, 장류, 식용유, 향신료 등을 넣어 가열하여 조리거나 조미액을 발라서 맛을 들인 식품이다. 조미김·조미오징어·조미멸치·조미새우·조미땅콩·조미콩·육포·쥐치포 등이 있다.

## 역사
대한민국
한반도에서는 20세기 초반 일본인이 일본식 간장 공장을 운영했다. 1963년 9월 15일 삼양라면이 일본에서 기술을 도입하여 라면을 발매하였고, 비슷한 시기 공장에서 화학조미료, 간장과 된장, 마가린, 청량 음료, 통조림, 과자 등이 생산되었다. 1978년 1월 식품 규격과 관련된 규정이 개정되었고, 국립보건연구원과 시·도 보건연구소에서 1천여 개 가공식품에 대한 품질 관리를 수행하고, 가공식품 공장의 생산 시설을 현대화하며, 불량식품 문제를 해결하려 했다. 1970년대 오뚜기식품이 마요네즈, 마가린, 즉석카레 등 즉석식품을 생산했으며, 제일제당은 1979년 식용유를 출시했고, 천일냉동은 냉동 만두를 발매했다. 1980년에는 햄과 소시지 등 식육가공품이 생산되기 시작했으며, 1981년 요플레, 쌀과자, 레토르트 카레 등의 즉석식품이 생산되었다. 1980년대 중반에는 참기름, 두부, 콩나물 등의 전통 식재료도 공장에서 생산되기 시작했으며, 2000년대 이후 각종 한식 가공식품이 개발·판매되고 편의점 이용률이 높아지면서 레토르트 식품, 냉동식품 등으로 만들어진 한식 즉석식품의 소비가 늘었다.

## 관련 단체
- 한국가공식품수출협회

## 같이 보기
- 즉석식품
- 식품가공
- 초가공식품